# Anisosciadium isosciadium
Anisosciadium isosciadium là một loài thực vật có hoa trong họ Hoa tán. Loài này được Bornm. mô tả khoa học đầu tiên năm 1912.